# Watertoren (Hoorn Terschelling)
De watertoren in Hoorn op het eiland Terschelling is gebouwd in 1958. De watertoren heeft een hoogte van 10 meter en staat aan de Duinweg op een duin in het Hoornse Bos. De toren heeft één waterreservoir van 200 m3.